# Gerald Ciolek
Gerald Ciolek (ur. 19 września 1986 w Kolonii) – niemiecki kolarz szosowy polskiego pochodzenia, mistrz świata do lat 23 (2006).
Jest mistrzem Niemiec w wyścigu ze startu wspólnego z 2005 roku. Największymi sportowymi sukcesami kolarza jest etapowe zwycięstwo w Vuelta a España w 2009 roku i wygrana w prestiżowym klasycznym wyścigu Mediolan-San Remo w 2013 roku.

## Najważniejsze osiągnięcia
- 2004
  - 1. miejsce na 1. etapie Niedersachsen-Rundfahrt
- 2005
  -  1. miejsce w mistrzostwach Niemiec (start wspólny)
  - 1. miejsce na 3., 7. i 8. etapie Tour de Hongrie
- 2006
  -  1. miejsce w mistrzostwach świata (do lat 23, start wspólny)
  - 1. miejsce na 1. etapie Deutschland Tour
  - 1. miejsce w Rund um die Nürnberger Altstadt
  - 2. miejsce w Rund um den Henninger-Turm
  - 5. miejsce w Vattenfall Cyclassics
- 2007
  - 1. miejsce w Rheinland-Pfalz Rundfahrt
  - 1. miejsce na 6., 7. i 9. etapie Deutschland Tour
  - 1. miejsce na 2. i 8. etapie Österreich Rundfahrt
  - 1. miejsce na 1. etapie Hessen-Rundfahrt
  - 3. miejsce w Vattenfall Cyclassics
- 2008
  - 1. miejsce na 5. etapie Deutschland Tour
  - 1. miejsce na 1. i 3. etapie Bayern Rundfahrt
  - 2. miejsce na 21. etapie Tour de France
- 2009
  - 1. miejsce na 2. etapie Vuelta a España
  - 1. miejsce w Trofeo Calvia
  - 3. miejsce w Vattenfall Cyclassics
- 2010
  - 1. miejsce na 3. etapie Bayern Rundfahrt
- 2011
  - 2. miejsce w Vattenfall Cyclassics
- 2012
  - 1. miejsce na 4. etapie Volta ao Algarve
- 2013
  - 1. miejsce w Mediolan-San Remo
  - 1. miejsce na 2. etapie Driedaagse van West-Vlaanderen
  - 1. miejsce na 3. etapie Bayern Rundfahrt
  - 2. miejsce w mistrzostwach Niemiec (start wspólny)
  - 1. miejsce na 6. etapie Dookoła Austrii
  - 1. miejsce na 2. etapie Tour of Britain
- 2014
  - 1. miejsce na 3. etapie Vuelta a Andalucía
  - 9. miejsce w Mediolan-San Remo